# Nicolae Milescu

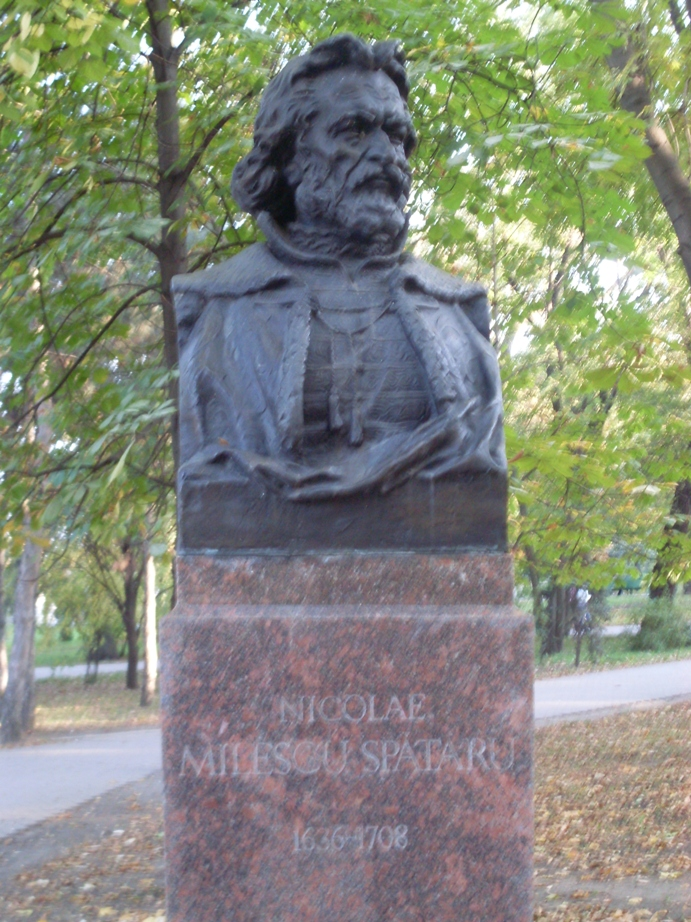
Popiersie Nicolae Milescu w Alei Klasyków w Kiszyniowie

Nicolae Milescu (także Nicolae Spataru-Milescu lub Nikołaj Gawriłowicz Spafari (ros. Николай Гаврилович Спафарий)  ur. 1636 w Vaslui, zm. 1708 w Moskwie – mołdawski pisarz, dyplomata i podróżnik.

## Życiorys
Uzyskał staranne wykształcenie, studiował m.in. w Konstantynopolu na uczelni przy Patriarchacie Konstantynopolitańskim. W 1653 roku wrócił ze studiów do Jass, gdzie został sekretarzem hospodara Jerzego Stefana. Milescu wykazywał ambicje polityczne, podejrzewano go o spiskowanie przeciw hospodarowi Eliaszowi Aleksandrowi (według innych źródeł Stefanowi Lupu), który ukarał go ucięciem nosa. 
Milescu ponownie odwiedził Konstantynopol, a następnie dzięki listom polecającym od patriarchy Dosyteusza, udał się na dwór cara Aleksego I. Do Moskwy dotarł w 1671 roku, został tam tłumaczem pism dyplomatycznych. Pozyskał zaufanie dwóch bojarów i dzięki ich wpływowi na cara, w 1675 roku został wysłany jako ambasador do Pekinu. Powrócił do Moskwy w 1678 roku, już za panowania cara Fiodora III, utracił wówczas swoje oficjalne stanowisko. 
Posługiwał się greką, łaciną, językiem rosyjskim. Pisał liczne manuskrypty, dużą popularność uzyskał jego zapis podróży do Chin Putieszestwije czerez Sibir' ot Tobolska do Nerczinska i granic Kitaja. Jako pierwszy przetłumaczył Stary Testament na język rumuński, który został wykorzystany przy pracach nad Biblią bukaresztańską.

## Źródła
- Nicolae Milescu, [w:] Encyclopædia Britannica [dostęp 2022-09-30] (ang.).